# Solenoptera touroulti
Solenoptera touroulti är en skalbaggsart som beskrevs av Henri Dalens och Delahaye 2007. Solenoptera touroulti ingår i släktet Solenoptera och familjen långhorningar. Inga underarter finns listade i Catalogue of Life.